# 密江
密江位于中华人民共和国吉林省珲春市西部，是图们江左岸支流，发源于盘岭山脉东磨盘山南麓，蜿蜒流向东南至英安镇大荒沟村转西南流，经密江乡三安村、中岗子村、下洼子村和乡治密江村，最后于密江村西南汇入图们江。河口处有一密江岛。河长56千米，流域面积771平方千米，河道平均比降6.9‰。年均径流量2.18亿立方米。密江流域植被良好，河流大部分处在山脚下，河道稳定，河水清澈见底，无污染，属I类水质。